# Адум Ромео
Адум Ромео је током Априлског рата имао чин мајора и био командант 51. ваздухопловне групе, Шестог ловачког пука, Југословенског краљевског ратног ваздухопловства, која је била стационирана на аеродрому Земун и која је била састављена од 102. 161. и 162. ловачке ескадриле. Непосредно по избијању непријатељстава пуковник Драгутин Рубчић га је због „одбијања наређења и кукавичлука“ сменио са дужности команданта 51. ваздухопловне групе. Није учествовао у ваздушним борбама.
Након успостављања Независне Државе Хрватске ступио је у новоосновано Зракопловство НДХ. Носио је чин бојника. Летео је на италијанском тромоторном бомбардеру Савоја Маркети СМ.79 у саставу бомбардерске ескадриле. Током акције бомбардовања штаба Друге бригаде НОВЈ у Новом Селу, 30. августа 1942. године његов авион је оштећен ватром са земље због чега је био принуђен да се приземљи у близини Вуковског. Заробљен је заједно са још тројцом хрватских авијатичара. Почетком 1943. године замењен је за заробљене партизане. На дан 25. септембра 1944. године пребегао је авионом Физлер Фи-167 на страну југословенских партизана. До краја Другог светског рата обављао је разне ваздухопловне задатке.